# Arta Bilalli-Zendeli
Arta Bilalli-Zendeli (mac. Арта Биљали- Зендели; ur. 11 kwietnia 1981 w Prisztinie) – północnomacedońska polityczka pochodzenia albańskiego, doktor nauk humanistycznych, absolwentka Uniwersytetu Świętych Cyryla i Metodego w Skopju, w latach 2020–2024 deputowana do Zgromadzenia Republiki Macedonii Północnej z ramienia Demokratycznego Związku na rzecz Integracji.